# Iván García
Iván García (n. 25 octombrie 1993, Guadalajara, Jalisco, Mexic) este un săritor în apă ce a reprezentat Mexic, medaliat olimpic. A participat la 3 ediții ale Jocurilor Olimpice (2012, 2016, 2020) în care a câștigat o medalie de argint.